# Maria di Nassau (1539-1599)
Maria di Nassau (Dillenburg, 18 marzo 1539 – Ulft, 28 maggio 1599), fu contessa di Nassau, Katzenelnbogen, Vianden e Dietz.

## Biografia
Maria era la figlia secondogenita di Guglielmo I di Nassau-Dillenburg  e di Giuliana di Stolberg, nonché sorella del noto Guglielmo il Taciturno, capostipite della fortuna degli Orange-Nassau, attuali regnanti dei Paesi Bassi.
L'11 novembre 1556  sposò Guglielmo IV van den Bergh (1537-1586) a Meurs. Guglielmo IV si adoperò per un tradimento nei confronti del potente cognato, abbracciando la causa degli spagnoli che il principe di Nassau stava combattendo aspramente per l'indipendenza dei Paesi Bassi, ma Maria venne salvata per intervento del fratello.
Venne sepolta nella cripta della chiesa di 's-Heerenberg.

## Antenati
|                                  |                                   |                             | Genitori                  |  |  | Nonni                            |  |  | Bisnonni |  |
|                                  |                                   |                             |                           |  |  | Giovanni IV di Nassau-Dillenburg |  |  | …        |  |
|                                  |                                   |                             |                           |  |  | Giovanni IV di Nassau-Dillenburg |  |  | …        |  |
|                                  |                                   | …                           |                           |  |  | Giovanni IV di Nassau-Dillenburg |  |  |          |  |
| Guglielmo I di Nassau-Dillenburg |                                   |                             |                           |  |  | Giovanni IV di Nassau-Dillenburg |  |  |          |  |
|                                  |                                   | Elisabetta d'Assia-Marburg  | Enrico II d'Assia-Marburg |  |  |                                  |  |  |          |  |
|                                  |                                   | Elisabetta d'Assia-Marburg  | Enrico II d'Assia-Marburg |  |  |                                  |  |  |          |  |
|                                  |                                   | Elisabetta d'Assia-Marburg  | Anna di Ketznelnbogen     |  |  |                                  |  |  |          |  |
| Maria di Nassau                  |                                   | Elisabetta d'Assia-Marburg  |                           |  |  |                                  |  |  |          |  |
|                                  | Botho VIII di Solberg-Wernigerode | …                           |                           |  |  |                                  |  |  |          |  |
|                                  | Botho VIII di Solberg-Wernigerode | …                           |                           |  |  |                                  |  |  |          |  |
|                                  | Botho VIII di Solberg-Wernigerode | …                           |                           |  |  |                                  |  |  |          |  |
| Giuliana di Stolberg             | Botho VIII di Solberg-Wernigerode |                             |                           |  |  |                                  |  |  |          |  |
|                                  |                                   | Anna di Eppstein-Königstein | …                         |  |  |                                  |  |  |          |  |
|                                  |                                   | Anna di Eppstein-Königstein | …                         |  |  |                                  |  |  |          |  |
|                                  |                                   | Anna di Eppstein-Königstein | …                         |  |  |                                  |  |  |          |  |
|                                  |                                   | Anna di Eppstein-Königstein |                           |  |  |                                  |  |  |          |  |